# Annacotty
Annacotty är en ort i republiken Irland. Den ligger i grevskapet County Limerick och provinsen Munster, i den centrala delen av landet. Annacotty ligger 29 meter över havet och antalet invånare är 2 856.
Terrängen runt Annacotty är huvudsakligen platt, men åt nordväst är den kuperad. Trakten runt Annacotty består i huvudsak av gräsmarker och andra samhällen.